# 奥斯卡·贝尔赫

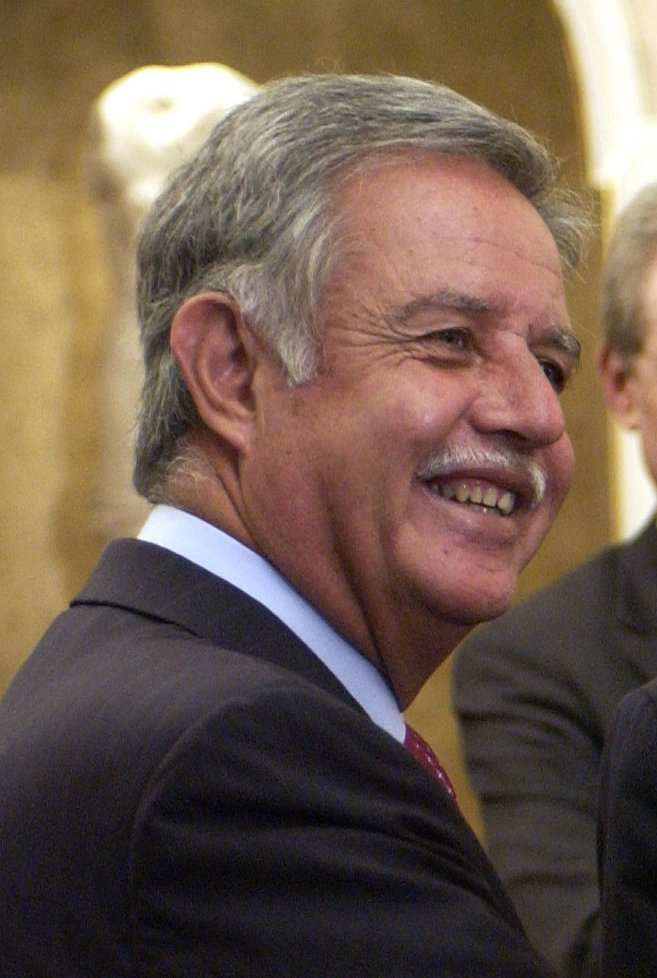
奥斯卡·贝尔赫总统

奥斯卡·何塞·拉斐尔·贝尔赫·佩尔多莫（西班牙語：Óscar José Rafael Berger Perdomo，1946年8月11日—）生于危地马拉城，危地马拉政治人物，於2004年1月14日 – 2008年1月14日任危地马拉总统。
1991至1999年担任首都危地马拉城市长。1999年大选时负于阿方索·波蒂略。此后一度淡出政坛。2003年他在一批企业家的支持下再度出山，被由3个政党组成的全国大联盟推举为候选人，并在大选中以约54%的选票，击败全国希望联盟候选人阿尔瓦罗·科洛姆，当选为危地马拉总统。
| 前任： 阿方索·波蒂略 | 危地马拉总统 | 继任： 无 |